# Oderstellung

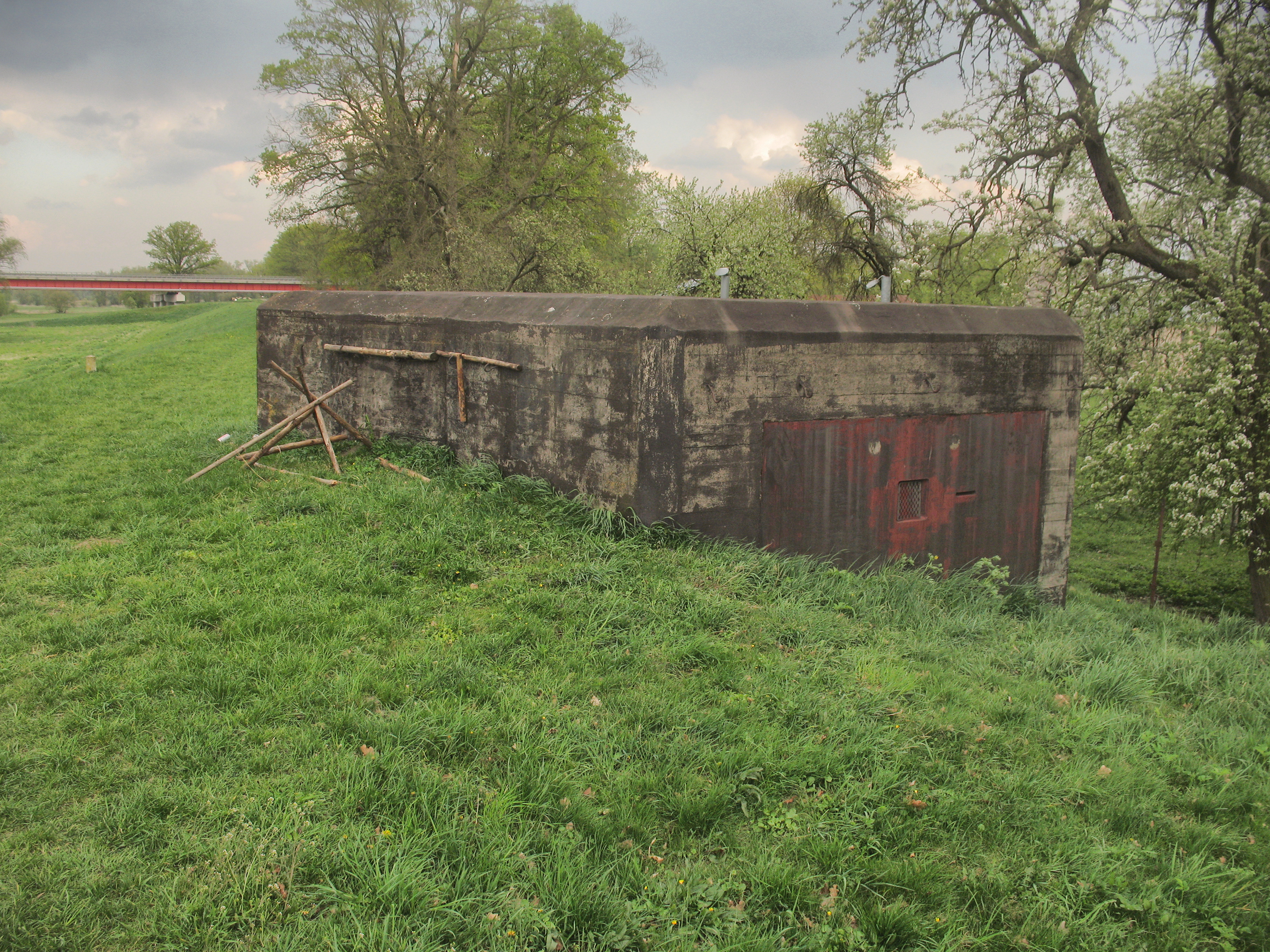
Bunker beim Dorf Waldhäuser an der Oder

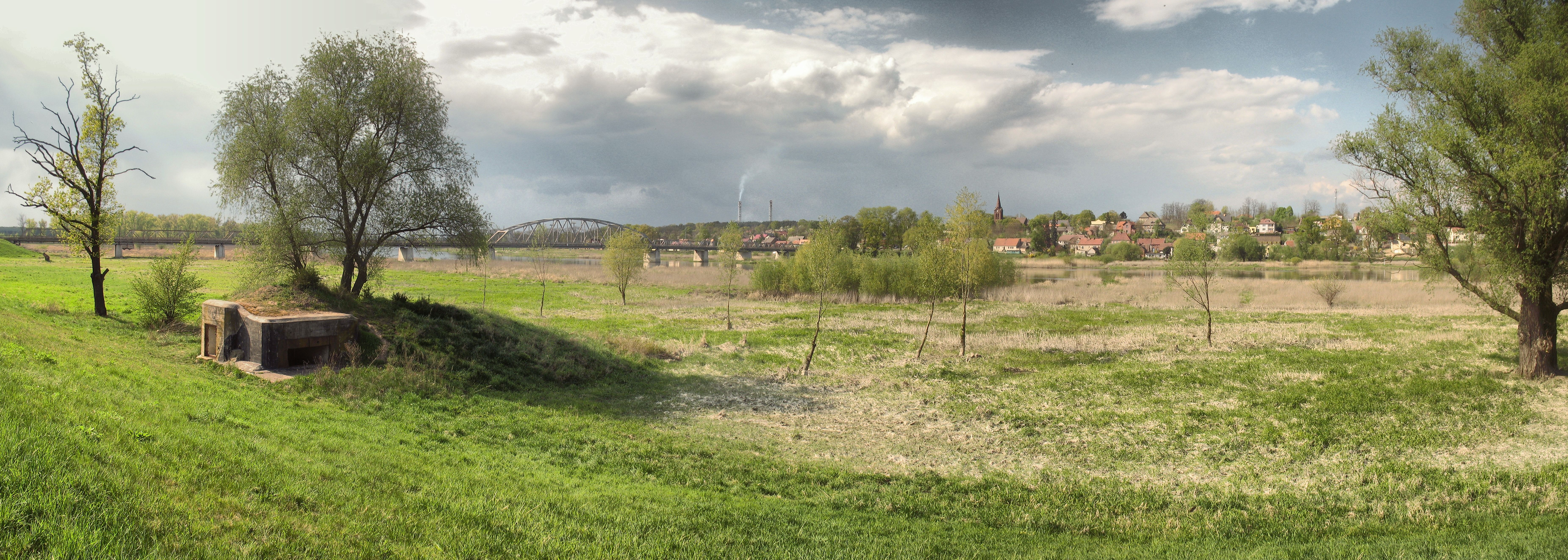
Bunker an der Oderbrücke bei Tschicherzig in Schlesien

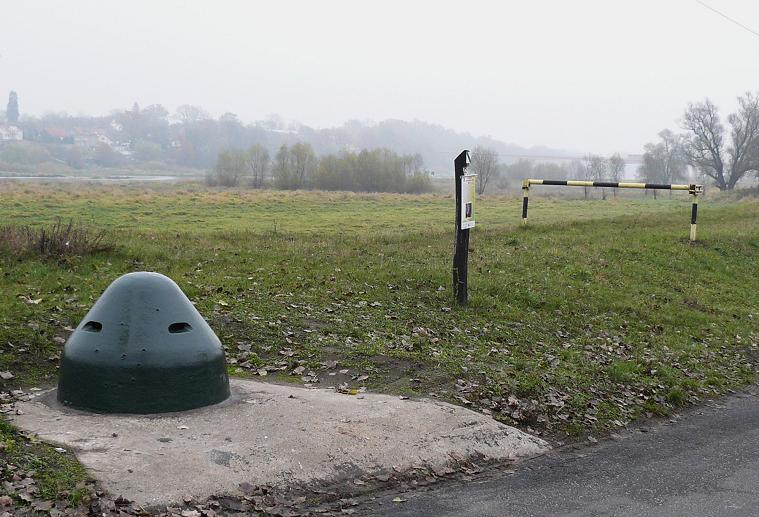
Verbunkerte Beobachtungskuppel bei Tschicherzig

Die Oderstellung war eine deutsche Befestigungslinie längs des Flusses Oder in Schlesien und Ostbrandenburg. Sie bestand aus einem System von rund 650 (von ca. 780 geplanten) einstöckigen Stahlbetonbunkern, Beobachtungsbunkern oder Artilleriebunkern mit Panzerkuppeln. Die Stellung war eine strategische Südverlängerung des Festungsbogens Oder-Warthe. Sie wurden in den Jahren von 1928 bis 1939 errichtet und nochmals modernisiert in den Jahren 1944 bis 1945. Die Befestigungslinie verlief entlang des linken Ufers der Oder von Breslau bis nach Crossen an der Oder (heute Krosno Odrzańskie). Neben Betonbefestigungen waren Hunderte von Holz- und Erdunterkünften, betonierte Maschinengewehrstellungen, Schützengräben, Panzergräben und verstärkten Artilleriestellungen gebaut worden. Die Brückengebiete waren von Stacheldrahtzäunen und Minenfeldern umgeben. Neben der Hauptverteidigungslinie wurden auch Befestigungen im Vorfeld (Brückenköpfe am rechten Oderufer) und im Hinterland (Bober-Linie) errichtet.

## Karten
- Karte der Wehrmacht zum Verlauf der Oderstellung (erbeutet am 7.3.1945) – M 1:200.000, in: Deutsch-Russisches Projekt zur Digitalisierung deutscher Dokumente in Archiven der Russischen Föderation